# Regionalsprache
Regionalsprache ist ein sprachwissenschaftlicher und sprachpolitischer Begriff.

## Verwendung in der Sprachwissenschaft
Für den Begriff Regionalsprache hat sich – wie auch für den der Minderheitensprache – eine allgemein akzeptierte präzise begriffliche sprachwissenschaftliche Definition bislang noch nicht durchgesetzt. Häufig wird zwischen Regional- und Minderheitensprachen nicht präzise differenziert.
In Europa definiert der Begriff Regionalsprache am ehesten eine staatenlose autochthone Abstand- oder Ausbausprache, die über ein Mindestmaß an Standardisierung verfügt. Dies trifft etwa auf das Kymrische in Großbritannien und das Baskische in Spanien und Frankreich als Abstandsprachen sowie auf das Galicische in Spanien als Ausbausprache zu. Das Elsässische dagegen wäre gemäß dieser Definition in Ermangelung einer effektiven Standardisierung keine Regionalsprache, sondern eine dachlose (bzw. französisch fremdüberdachte) Außenmundart des Deutschen.
Meist wird mit Regionalsprache eine nicht standardisierte Sprachform (Sprachvarietät) bezeichnet, welche der Standardvarietät zwar nahekommt, aber regionale Färbungen aufweist. Oft handelt es sich um eine Übergangsform zwischen einem Dialekt und einer Standardvarietät, vgl. auch Regiolekt. Handelt es sich dabei nur um einen einzelnen Ort, z. B. ein Dorf oder Tal, wird auch der Begriff Lokalsprache verwendet, insbesondere wenn zusätzlich eine diesen Ort umfassende Sprache der Region existiert. Auch die Bezeichnung Autochthone Sprache wird für Regionalsprachen verwendet.

## Politischer und juristischer Begriff
Der Gebrauch des Begriffs Regionalsprache im politischen und juristischen Bereich greift auf die Erkenntnisse der Sprachwissenschaft zurück, zielt aber auf sprachpolitische Maßnahmen. In Europa hat die 1992 vom Europarat gezeichnete Europäische Charta der Regional- oder Minderheitensprachen den Begriff der Regionalsprache in das Völkerrecht eingeführt. Die Schweiz ratifizierte die Sprachencharta 1997, die Bundesrepublik Deutschland 1998 und Österreich 2001. Insgesamt wurde die Charta bisher von 26 Staaten des Europarates ratifiziert. 21 Länder des Europarates, darunter die EU-Länder Frankreich, Belgien, Italien und Portugal, haben diesen Schritt nicht getan.
Die Charta legt nicht fest, bei welcher der geschützten Sprachen es sich um eine Minderheitensprache handelt und welche eine Regionalsprache ist. Teilweise benennen die Staaten in ihren obligatorischen Berichten an das Ministerkomitee des Europarats eine Sprache ausdrücklich als Regionalsprache. So unterscheidet die Bundesrepublik Deutschland das Niederdeutsche ausdrücklich als Regionalsprache von den Minderheitensprachen Dänisch, Friesisch, Sorbisch und Romanes. Indirekt ergibt sich der Unterschied daraus, ob die Sprechergruppe eine anerkannte nationale Minderheit bildet.
In anderen Ländern sind beispielsweise die niedersächsischen Dialekte in den Niederlanden (Nedersaksisch), Asturisch, Katalanisch, Baskisch, Galicisch, Schottisch oder Walisisch geschützt.